# Do They Know It's Christmas?
Do They Know It's Christmas? è una canzone scritta da Bob Geldof e Midge Ure nel 1984 allo scopo di raccogliere fondi per combattere la carenza di cibo in Etiopia. La versione originale venne prodotta da Midge Ure e pubblicata a nome del progetto Band Aid il 3 dicembre 1984.

## Storia
A fine 1984, un reportage della BBC portò all'attenzione pubblica la grave carestia che aveva colpito l'Etiopia tra il 1984 ed il 1985. Il cantante irlandese Bob Geldof, vedendo il reportage, ne fu talmente colpito da decidere di produrre un disco i cui ricavati sarebbero stati impiegati per migliorare la situazione del Paese africano. Contattò quindi Midge Ure, del gruppo Ultravox, ed insieme scrissero il brano Do They Know It's Christmas?.
A novembre Geldof apparve nello show radiofonico BBC Radio One dallo speaker Richard Skinner, ma invece di discutere del suo nuovo album, motivo per il quale era stato invitato, pubblicizzò l'idea del singolo di beneficenza, suscitando un grande interesse dei media intorno al progetto. In breve tempo Geldof ottenne la collaborazione di numerosi altri artisti, uniti sotto il nome collettivo di Band Aid.
Geldof cercò di prendere contatti con il rispettato produttore discografico Trevor Horn per produrre il brano, ma non riuscì a rintracciarlo; ebbe tuttavia la possibilità di utilizzare il suo studio di incisione (i Sam West Studios a Londra), per 24 ore gratuitamente, cosa che Geldof accettò al volo, assegnando a Midge Ure la produzione. Il 25 novembre 1984 il brano venne registrato e mixato. La prima versione del brano fu registrata da Sting e Simon Le Bon, affinché facesse da "guida" per gli altri cantanti. Geldof e Ure, nonostante fossero gli ideatori del progetto, non pretesero alcuna parte "solista" nel brano, limitandosi a cantare nel coro che recita "feed the world, let them know it's Christmas time" insieme al resto degli artisti.

## Tracce
7" Single
1. Do They Know It's Christmas? – 3:55
2. Feed the World – 4:19

12" Maxi
1. Do They Know It's Christmas? (12" Mix) – 6:16
2. Do They Know It's Christmas? – 3:55
3. Do They Know It's Christmas? – 4:19

## Formazione
Cantanti
- Robert "Kool" Bell (Kool & the Gang)
- Bono (U2)
- Pete Briquette (The Boomtown Rats)
- Adam Clayton (U2)
- Phil Collins (Genesis e solista)
- Chris Cross (Ultravox)
- Simon Crowe (The Boomtown Rats)
- Sara Dallin (Bananarama)
- Siobhan Fahey (Bananarama)
- Johnnie Fingers (The Boomtown Rats)
- Bob Geldof (The Boomtown Rats)
- Boy George (Culture Club)
- Glenn Gregory (Heaven 17)
- Tony Hadley (Spandau Ballet)
- John Keeble (Spandau Ballet)
- Gary Kemp (Spandau Ballet)
- Martin Kemp (Spandau Ballet)
- Simon Le Bon (Duran Duran)
- Marilyn
- George Michael (Wham!)
- Jon Moss (Culture Club)
- Steve Norman (Spandau Ballet)
- Rick Parfitt (Status Quo)
- Nick Rhodes (Duran Duran)

- Francis Rossi (Status Quo)
- Sting (The Police)
- Andy Taylor (Duran Duran)
- James "J.T." Taylor (Kool & the Gang)
- John Taylor (Duran Duran)
- Roger Taylor (Duran Duran)
- Dennis Thomas (Kool & the Gang)
- Midge Ure (Ultravox)
- Martyn Ware (Heaven 17)
- Jody Watley
- Paul Weller (The Style Council)
- Keren Woodward (Bananarama)
- Paul Young

Interventi parlati (lato B)
- Stuart Adamson, Mark Brzezicki, Tony Butler, Bruce Watson (Big Country)
- David Bowie
- Holly Johnson (Frankie Goes to Hollywood)
- Paul McCartney

Musicisti
- Phil Collins – batteria
- John Taylor – basso elettrico
- Midge Ure – tastiere, programmazione

Nota: Nei crediti figura anche Annie Lennox il cui messaggio registrato, destinato al lato B, non arrivò in tempo per l'inclusione nel master originale.

## Classifiche

### Classifiche settimanali
| Classifica (1984/85) | Posizione massima |
| -------------------- | ----------------- |
| Australia            | 1                 |
| Austria              | 1                 |
| Belgio (Fiandre)     | 1                 |
| Canada               | 1                 |
| Danimarca            | 7                 |
| Finlandia            | 11                |
| Francia              | 34                |
| Germania             | 1                 |
| Irlanda              | 1                 |
| Italia               | 1                 |
| Norvegia             | 1                 |
| Nuova Zelanda        | 1                 |
| Paesi Bassi          | 1                 |
| Regno Unito          | 1                 |
| Stati Uniti          | 13                |
| Svezia               | 1                 |
| Svizzera             | 1                 |

### Classifiche di fine anno
| Classifica (1984) | Posizione |
| ----------------- | --------- |
| Regno Unito       | 1         |

### Classifiche di fine decennio
| Classifica (1980–1989) | Posizione |
| ---------------------- | --------- |
| Regno Unito            | 1         |

### Classifiche di tutti i tempi
| Classifica  | Posizione |
| ----------- | --------- |
| Regno Unito | 2         |

## Cover

### Altre cover
- Esiste una cover-parodia del brano firmato dai LadBaby e intitolata Food Aid (2022).